# Emre Altuğ

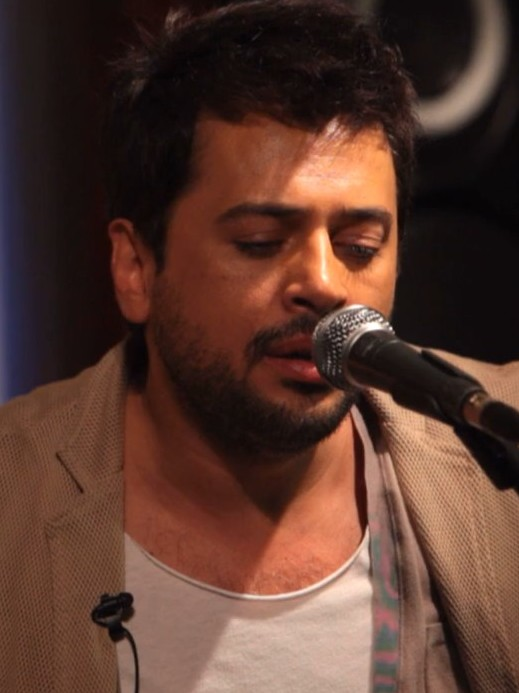
Emre Altuğ (2012)

Niyazi Emre Altuğ (* 14. April 1970 in Istanbul) ist ein türkischer Popmusiker und Schauspieler.

## Karriere
Seine Musikkarriere begann im Jahr 1998 mit der Single İbret-i Alem und dem gleichnamigen Album. Zuvor hatte er bereits als Backgroundsänger für viele türkische Künstler wie Sezen Aksu, Nilüfer, Sertab Erener oder Levent Yüksel gearbeitet. Sein zweites Album Sıcak folgte 2003.
In seiner bisherigen Musiklaufbahn machte er mit zahlreichen Hits wie Su Gibisin, Bu Kadar Mı?, Kapış Kapış, Tek Aşkım, Hangimiz Tertemiz oder Çıta auf sich aufmerksam. Künstler wie Elma Sinanović oder Wiktor Pawlyk coverten Songs von Altuğ.

## Diskografie

### Alben
- 1998: İbret-i Alem
- 2003: Sıcak
- 2004: Dudak Dudağa
- 2005: Sensiz Olmuyor (Konzeptalbum)
- 2007: Kişiye Özel
- 2011: Zil
- 2017: Yıldırım Gürses Şarkıları (Konzeptalbum)

### EPs
- 2010: Emre Altuğ'dan
- 2016: Çıta
- 2022: Aşk İçin (Live)
- 2022: Dans İçin (Live)

### Remix-Alben
- 2025: Em'remix (mit Whitestone)

### Singles
| - 1998: İbret-i Alem - 1999: Şaşkın - 1999: Günahsız - 2000: Yani - 2001: Bir De Bana Sor - 2003: Doğsun Güneş (mit Gülriz Sururi) - 2003: Gidecek Yerim Mi Var? - 2003: Sıcak - 2003: Yalan - 2004: Fani Dünya - 2004: Bu Kadar Mı? - 2004: Su Gibisin (Original: Sotis Volanis – Thelo Na Do) - 2004: Aşk-ı Kıyamet - 2004: Gözünaydın Yar - 2005: Dudak Dudağa - 2005: Bir Damla Gözyaşı - 2005: Sensiz Olmuyor - 2005: Ağlayamıyorum - 2006: Erkekler de Yanar - 2006: Yemen Türküsü - 2006: Alyanaklım - 2006: Heyamola - 2007: Haydi Gel Benimle - 2007: Kapış Kapış - 2007: Ortam İnsanı - 2008: Neyleyim - 2008: Seni Kaybettim - 2008: Hoşgeldin - 2008: Mert ile Gert (mit Ragga Oktay) - 2008: Unutamadım - 2009: Sevişme Onlarla - 2010: Çifte Kavrulmuş - 2010: Sev Diyemem | - 2011: Tek Aşkım - 2011: Adını Söylerdim - 2011: Zil - 2011: Bu Son Olsun (mit Dervişan) - 2012: Resimdeki Gözyaşları - 2013: Ah Mazi - 2013: Hangimiz Tertemiz (mit Pit10) - 2015: Çok Ayıp (mit Volga Tamöz) - 2016: Çıta - 2016: Dokunduğun Gibi - 2016: Sevdikten Sonra - 2016: Soylu İnsan - 2017: Kırık Kalp - 2017: Güller Ağlasın - 2018: Zalim Sultan (mit Doğukan Manço) - 2018: Hush Hush (mit Ayşe Önder & Ümit Önder) - 2020: Zahmet Olmazsa (mit Sıla) - 2020: Ben Daha Büyüyorum (mit Bülent Ay) - 2021: Etme Eyleme - 2022: Bal Gibi - 2022: Avut Beni - 2023: Hayalimdeki Resim - 2023: Sevenler Ayrılmaz - 2023: Yanabilir Her Şey - 2023: Yemeğin Sıcak Olacak - 2023: Seni Sevmek İçin Ölmek Mi Lazım - 2024: Ne Ala - 2024: Unutulanlar - 2024: Tatildeyim - 2024: Aşk Bence - 2024: Geçiyor - 2025: Fani - 2025: En Gerçeği (mit Mirkelam) |

Quelle:

## Auszeichnungen
- 2005: Kral Türkiye Müzik Award in der Kategorie Bestes Musikvideo (für Aşk-ı Kıyamet)